# Anne Goldthwaite
Anne Goldthwaite (Montgomery, 1869 - New York, 1944) est une artiste peintre et graveuse américaine et une défenseuse des droits des femmes et de l'égalité des droits.
Après avoir étudié l'art à New York, elle s'installe à Paris où elle étudie l'art moderne, notamment le fauvisme et le cubisme, et devient membre d'un cercle comprenant Gertrude Stein, Henri Matisse et Pablo Picasso. Elle était membre d'un groupe d'artistes qui s'appelait Académie Moderne et qui organisait des expositions annuelles.
De retour aux États-Unis, elle expose, avec d'autres artistes modernes comme Mary Cassatt, Vincent Van Gogh, Edgar Degas et Claude Monet, à l'Armory Show de New York en 1913. Installée dans cette ville, elle passe les étés avec sa famille à Montgomery.
Elle a enseigné à l'Art Students League de New York pendant 23 ans et pendant les étés, elle était instructrice à la Dixie Art Colony (en). Depuis son retour de Paris, elle accepte des commandes d'œuvres d'art et expose ses peintures à New York.
Elle est devenue connue dans le Sud des États-Unis pour ses scènes de la vie rurale afro-américaine post-esclavagiste. Elle est l'organisatrice de l'Exposition de peinture et de sculpture de femmes artistes de 1915 au profit de la campagne pour le suffrage des femmes, pour laquelle elle a créé des œuvres.

## Biographie

### Origines, famille, enfance et études
Anne Wilson Goldthwaite naît à Montgomery, en Alabama, le 28 juin 1869. Son père, Richard W. Goldthwaite, a servi comme capitaine d'artillerie pour la Confédération pendant la guerre civile. Il est le fils du sénateur de l'Alabama George Goldthwaite (en). Sa famille déménage à Dallas, au Texas, et y reste pendant la majeure partie de son enfance, pendant que son père cherche du travail.
À la mort de ses parents, Goldthwaite et ses deux sœurs retournent en Alabama pour être prises en charge par divers membres de la famille. Sa tante la présente à son entourage comme une jeune débutante prometteuse destinée à devenir une Belle du Sud. Cela change après que son fiancé est tué lors d'un duel. Quand il lui rend visite en Alabama, son oncle Henry Goldthwaite est impressionné par ses talents de dessinatrice et de peintre. Pour lui remonter le moral, il lui propose alors de la soutenir financièrement pendant dix ans si elle déménage à New York pour étudier l'art. Goldthwaite arrive à New York vers 1898 et s'inscrit à la National Academy of Design, où elle étudie la gravure avec Charles Frederick William Mielatz et la peinture avec Walter Shirlaw,.

### Carrière

#### Débuts à Paris

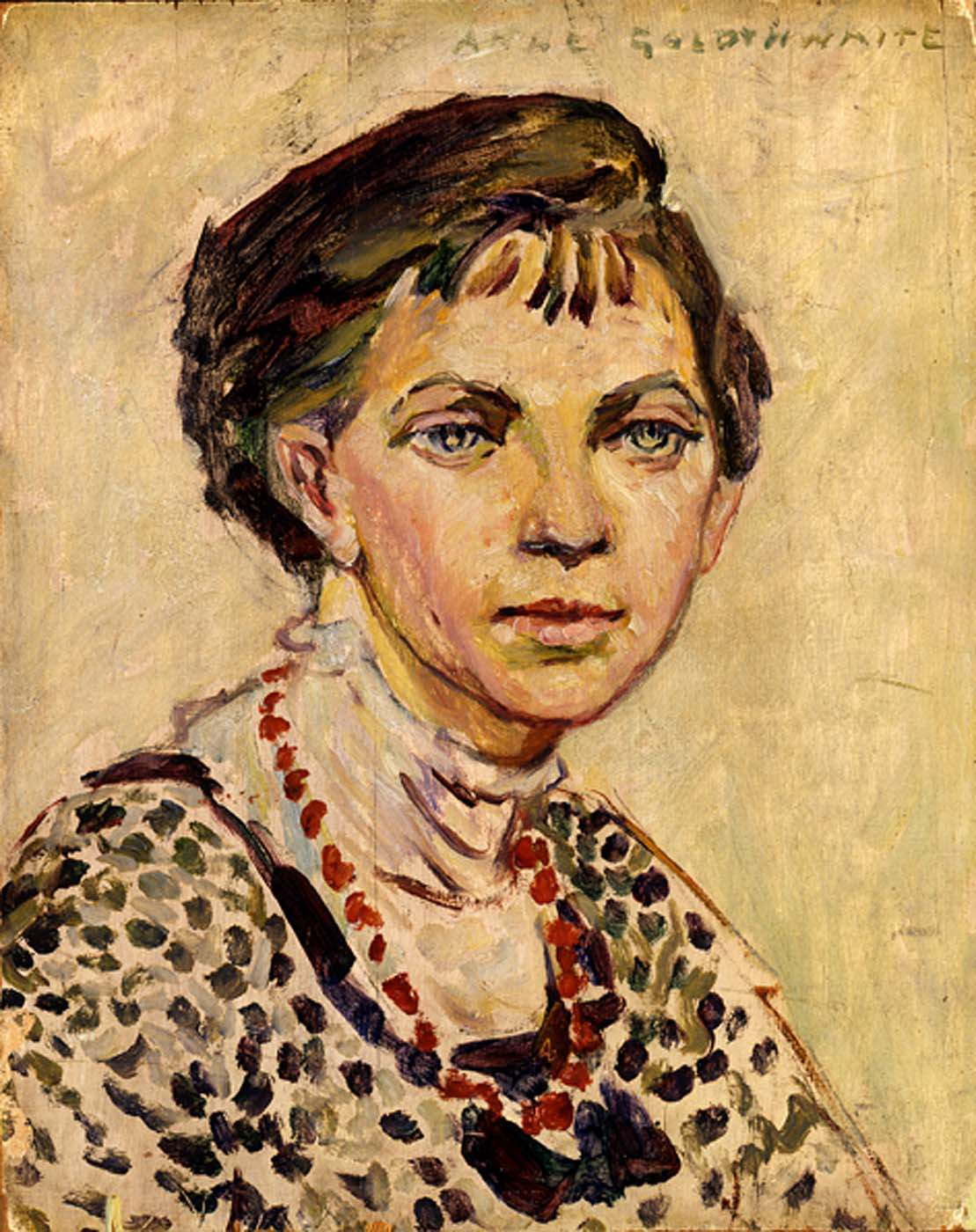
Autoportrait d'Anne Goldthwaite peint entre 1906 et 1913 (Smithsonian American Art Museum).

En 1906, Anne Goldthwaite se rend à Paris, où elle vit à l'American Girls' Club et explore son intérêt pour les styles de peinture modernes du fauvisme et du cubisme,. Elle rencontre Gertrude Stein alors qu'elle dessine dans les jardins du Luxembourg. Selon Charlotte Rubinstein dans American Women Artists, Goldthwaite explique que Stein « ressemblait à un immense œuf brun foncé. Elle portait, enroulée autour d'elle, un vêtement marron semblable à un kimono et un grand chapeau noir plat, et se tenait debout sur des pieds recouverts de larges sandales ». Stein invite Goldthwaite à visiter sa maison, mais elle hésite en raison de l'apparence « minable » de Stein. Mais Goldthwaite prend rapidement conscience de la présence de Stein dans le monde de l'art lorsqu'elle découvre la vaste collection de peintures contemporaines accrochées aux murs de son appartement.
Sa rencontre avec l'une des personnalités d'avant-garde d'avant-guerre les plus influentes de l'époque donne à Goldthwaite l'occasion de rejoindre le cercle artistique d'Henri Matisse et de Pablo Picasso. Elle déclare plus tard : « Le destin m'a donné plusieurs années à Paris à l'époque la plus passionnante : pendant la grande reconstruction de l'art vers l'art moderne. » Pendant son séjour à Paris, Goldthwaite erre dans différents ateliers pour tenter de trouver le bon professeur. Après bien des difficultés, elle rejoint un petit groupe de jeunes artistes qui travaillent au 86 rue Notre-Dame-des-Champs. Leur travail est périodiquement critiqué par Charles Guérin, disciple de Cézanne. Le groupe s'appelle l'Académie Moderne et organise une exposition chaque printemps.

#### Retour aux États-Unis

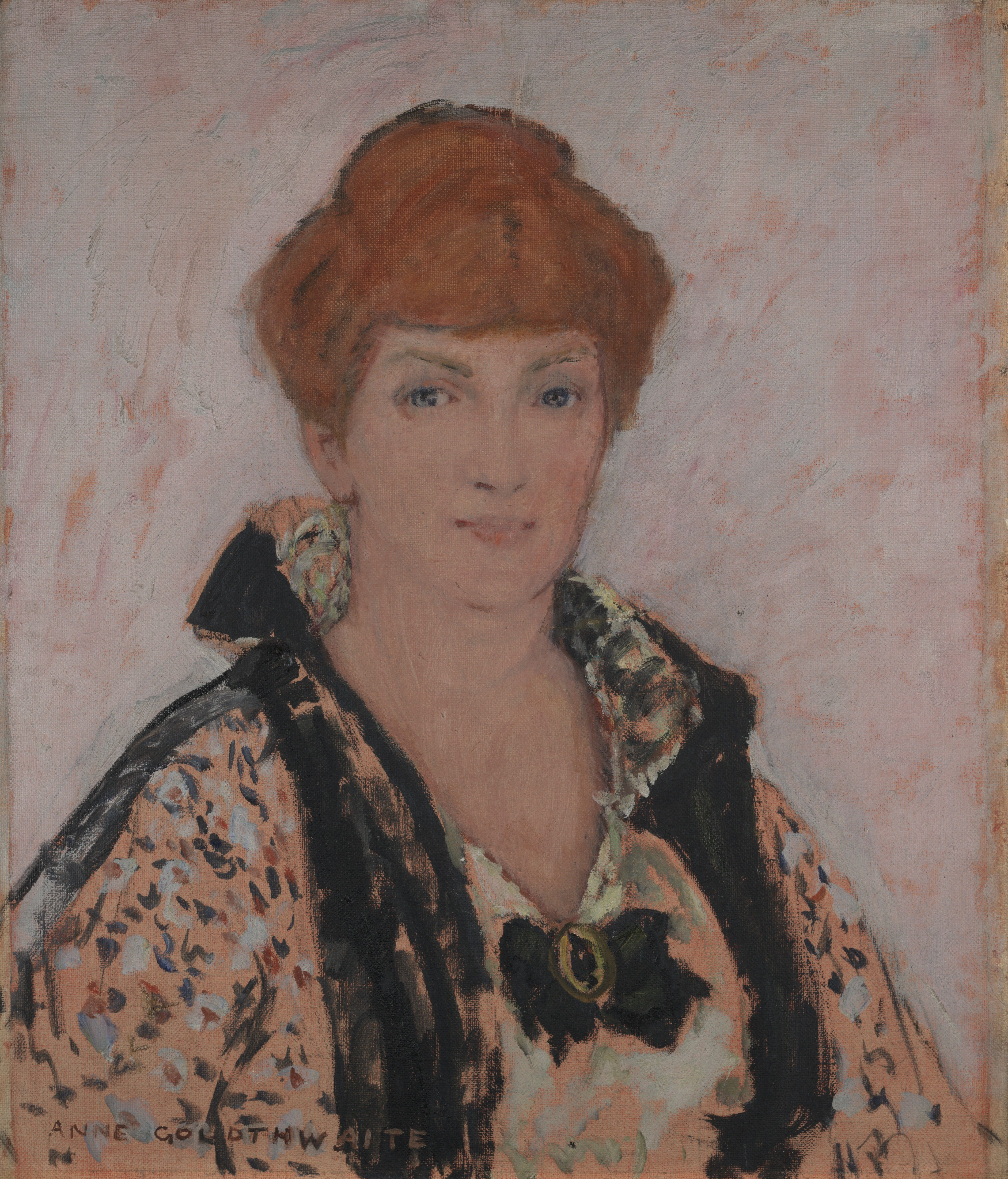
Portrait de Katherine Dreier peint par Anne Goldthwaite entre 1915 et 1916 (Yale University Art Gallery).

Anne Goldthwaite retourne aux États-Unis et contribue à l'introduction du modernisme européen à l'Armory Show de New York en 1913. Elle expose The Church on the Hill (L'Église sur la colline, 1910-1911) lors de cette exposition historique, aux côtés d'artistes de renom tels que Mary Cassatt, Vincent Van Gogh, Edgar Degas, Claude Monet et d'autres,. Lors de l'exposition, Goldthwaite rencontre l'artiste Katherine Dreier, qui reste une amie toute sa vie.
En 1915, Goldthwaite commence à établir un programme de travail régulier composé de neuf mois à New York suivis de l'été passé avec sa famille à Montgomery. Elle commence à peindre des portraits soigneusement rendus de ses amis et de sa famille, notamment de sa sœur Lucy, du peintre Rico Lebrun et de son premier marchand new-yorkais, Joseph Brummer. Beaucoup de ses modèles sont d’autres femmes artistes : Katherine Dreier, suffragiste et cofondatrice de l'organisation Société Anonyme, la future première dame et élève de l'Art Students League Ellen Axson Wilson et la portraitiste et future directrice du Montgomery Museum of Fine Arts Frances Greene Nix sont toutes des modèles pour Goldthwaite.

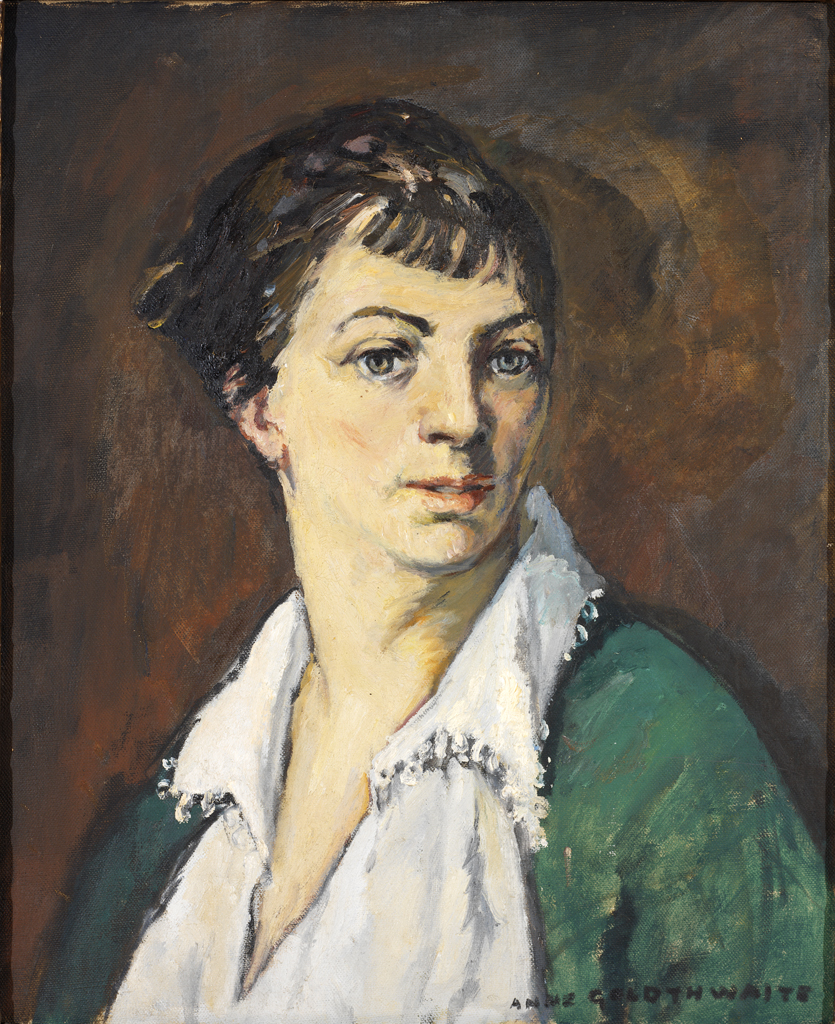
Autoportrait d'Anne Goldthwaite peint vers 1920 (Rhode Island School of Design Museum).

Anne Goldthwaite devient plus tard connue comme l'une des artistes régionales les plus importantes du Sud des États-Unis pour ses scènes de la vie rurale afro-américaine post-esclavagiste. Elle documente son style de vie avec des peintures à l’huile, des aquarelles et des eaux-fortes. La Section of Painting and Sculpture (en) lui décerne deux commandes de peintures murales en Alabama pour son exploration de longue date de ce sujet. Elle termine The Letter Box à Atmore (Alabama) en 1937 et The Road to Muskegee à Tuskegee (Alabama) en 1939.
Goldthwaite passe 23 ans en tant que professeur apprécié à l'Art Students League de New York. Elle est également membre active de plusieurs organisations d'artistes telles que la National Association of Women Artists et la New York Society of Women Artists (en), dont elle est nommée présidente en 1937-1938. Au cours de ses étés en Alabama, Goldthwaite conseille les étudiants de la Dixie Art Colony (en).
L'œuvre de Goldthwaite est présenté à Edith Halpert (en), qui se concentre sur la présentation du travail des modernistes américains. Anne a droit à plusieurs expositions personnelles dans sa galerie du centre-ville de New York. De 1922 à 1944, elle enseigne et reçoit des commandes depuis sa résidence à New York. Elle concourt à l'épreuve de peinture du concours d'art aux Jeux olympiques d'été de 1932, à Los Angeles.

### Activisme
Anne Goldthwaite est très active comme défenseure de l'égalité des droits et des droits des femmes. Elle s'implique activement dans des groupes de femmes et se bat aussi pour l'égalité des minorités ethniques dans le Sud des États-Unis. Son travail d'activiste et celui d'artiste se croisent à plusieurs reprises, notamment lors de l'Exhibition of Painting and Sculpture by Women Artists for the Benefit of the Woman Suffrage Campaign (Exposition de peinture et de sculpture de femmes artistes au profit de la campagne pour le suffrage des femmes) de 1915, qu'elle co-organise, et lors du déploiement d'une bannière pour le suffrage de sa propre conception lors d'un match de baseball des Giants de New York en 1916.
Dans une interview radiophonique de 1934, Goldthwaite donne son point de vue sur l'œuvre des femmes artistes, en faisant remarquer : « Le meilleur éloge que les femmes aient pu obtenir jusqu’à présent est de dire qu’elles peignent comme un homme. Mais il est à la fois évident et logique que les femmes aient une place valable en tant que femmes artistes. [...] Nous voulons nous adresser à [...] un public qui demande simplement : est-ce que c’est bien, non ? est-ce que c’est fait par une femme. »

### Dernières années
Anne Goldthwaite meurt le 29 janvier 1944 à New York. Ses funérailles et son enterrement ont eu lieu dans sa ville natale de Montgomery.

## Œuvres
Par ordre chronologique :

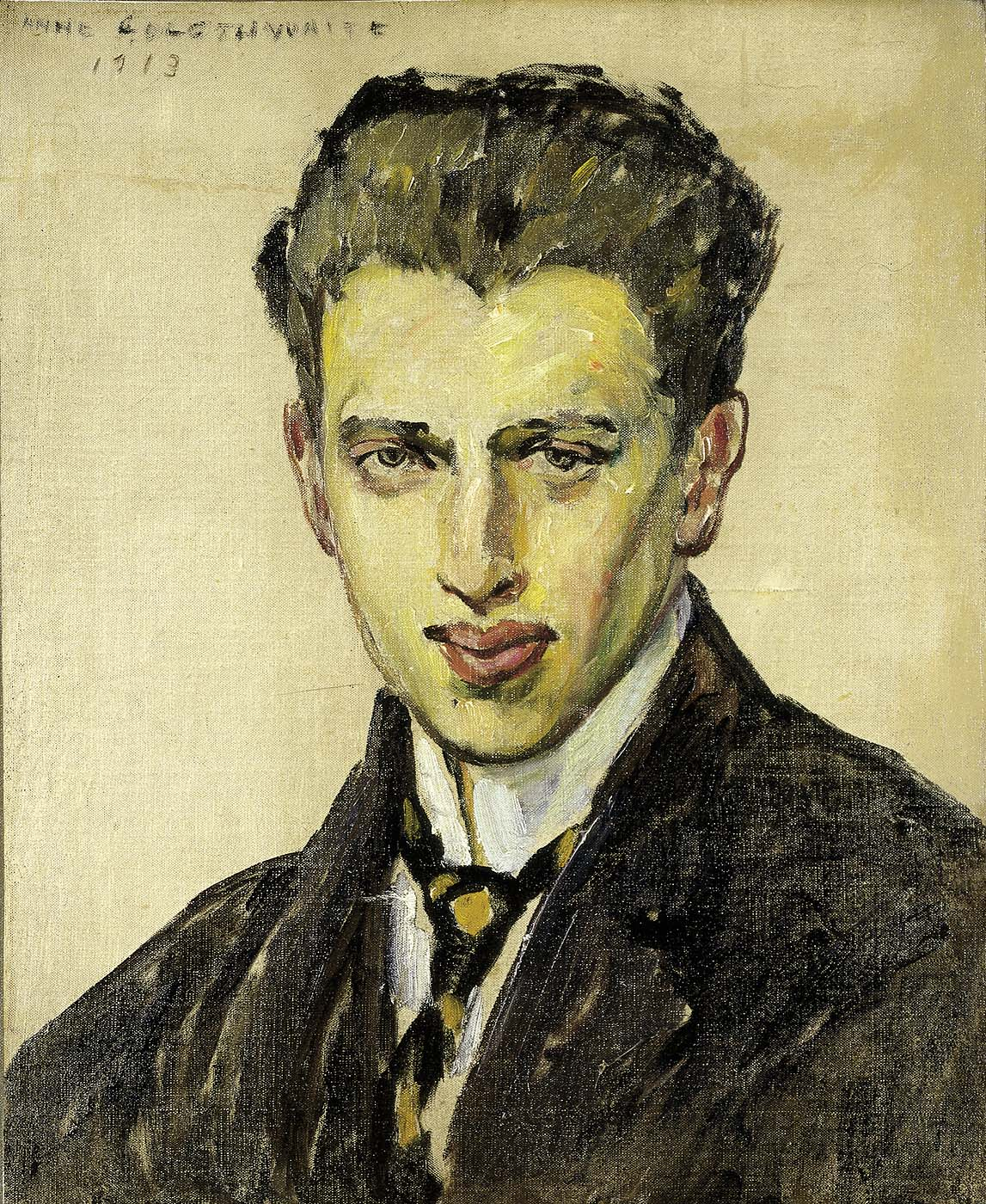
Portrait of a Young Man, huile sur toile (1913, Smithsonian American Art Museum).

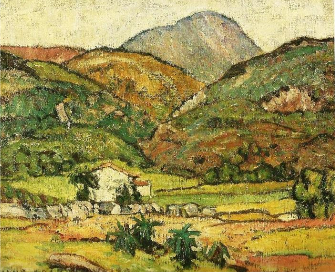
The Church on the Hill, huile sur toile (1913, présentée au Armory Show).

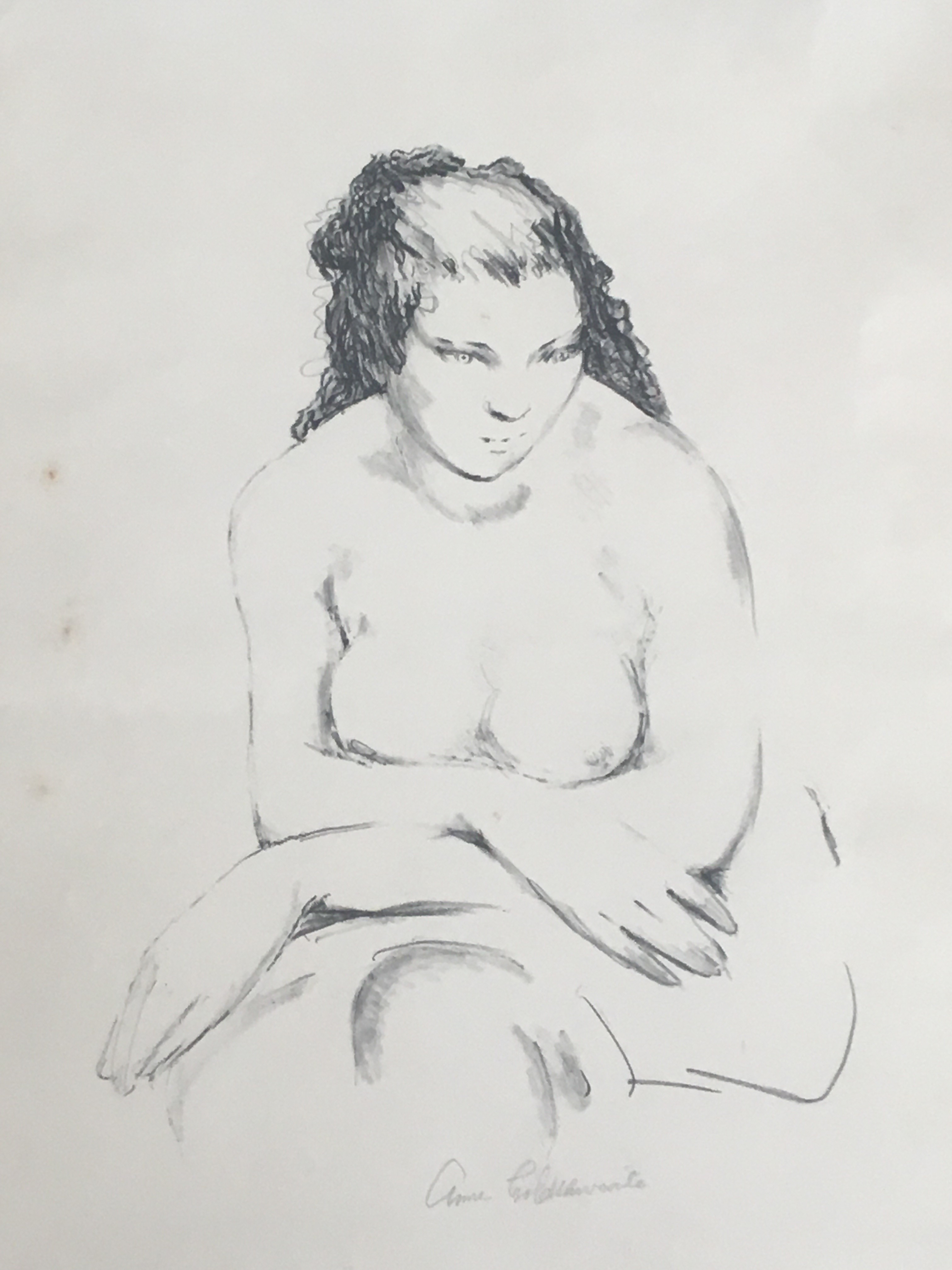
Selma (No. 1), lithographie (c. 1933, Cleveland Museum of Art).

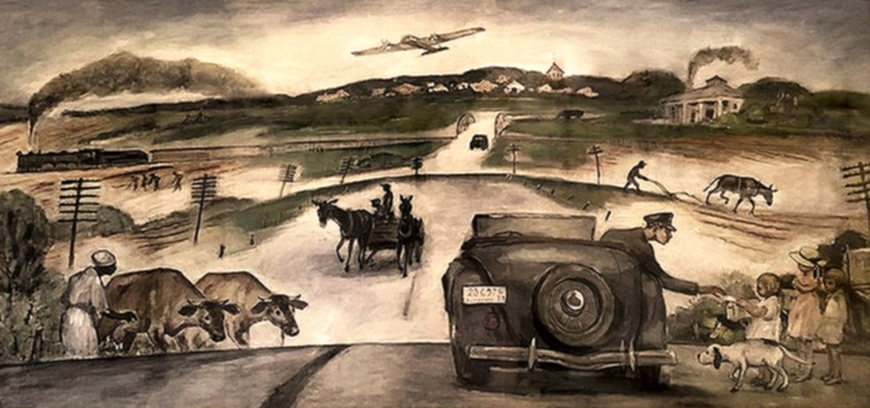
The Road to Tuskegee, huile sur toile (1937, bureau de poste de Tuskegee).

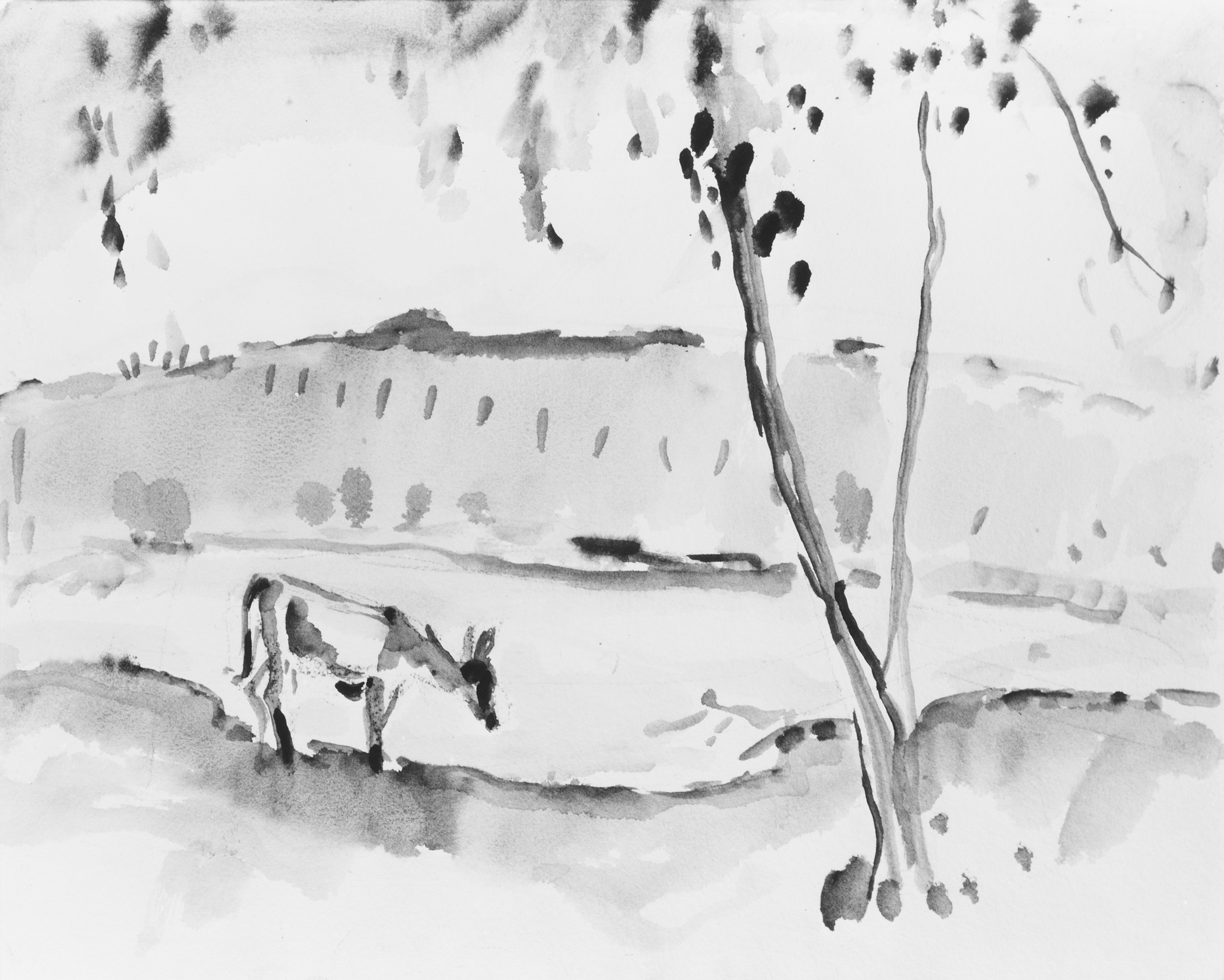
Grazing, aquarelle (n. d., Metropolitan Museum of Art).

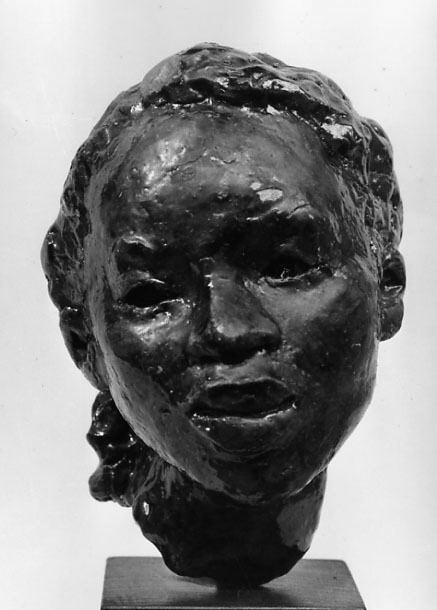
Head of a Negress, Rachel (vers 1929, Metropolitan Museum of Art).

- Bulrushes (No. 1), eau-forte (c. 1895, Montgomery Museum of Fine Arts)[12]
- Bulrushes (No. 2), eau-forte (c. 1895, Montgomery Museum of Fine Arts)[12]
- Self-Portrait, huile sur bois montée sur fibre (c. 1906-1913, Smithsonian American Art Museum)[œ 4]
- Chapelle du Val de Grâce (No.1), eau-forte (c. 1907, Montgomery Museum of Fine Arts)[13]
- October in France, eau-forte (c. 1907, Montgomery Museum of Fine Arts)[13]
- On the Road to Fontainebleau, eau-forte et pointe-sèche (c. 1907, Everson Museum of Art, Syracuse)[13]
- 4 Rue de Chevreuse, Paris, huile sur toile (1908, Whitney Museum of American Art)[œ 5]
- Pont Neuf, Paris, eau-forte (c. 1908, Downtown Gallery (en), New York)[13]
- Quai Votaire (ou Bookstalls Along the Seine), eau-forte (c. 1908, Everson Museum of Art, Syracuse)[13]
- St. Sulpice, Paris, eau-forte (c. 1908, Montgomery Museum of Fine Arts)[13]
- The Pantheon, eau-forte (c. 1908, Montgomery Museum of Fine Arts)[13]
- At Montmartre (ou New Year's Night - Cafe Versaille), eau-forte (c. 1910, Smithsonian American Art Museum ; Cleveland Museum of Art)[œ 6],[œ 7],[14]
- Knitting, eau-forte (c. 1910, National Gallery of Art)[œ 8]
- Portrait head, eau-forte (c. 1910-1924, Metropolitan Museum of Art)[œ 9]
- Garden Gate, Near Ascain #7, huile sur toile (1912, Metropolitan Museum of Art)[œ 10]
- Portrait of a Young Man, huile sur toile (1913, Smithsonian American Art Museum)[œ 11]
- New York Harbor, eau-forte (c. 1915, Cleveland Museum of Art)[œ 12],[15]
- Major, eau-forte (c. 195-1920, Metropolitan Museum of Art)[œ 13]
- Portrait of Katherine Dreier, huile sur toile (c. 1915, Yale University Art Gallery)[œ 14]
- Avenue of the Allies (5th Avenue), eau-forte (1918, Smithsonian American Art Museum)[œ 15],[16]
- Church of St. Mary the Virgin, 46th St. NY, eau-forte (1918, Georgia Museum of Art (en))[œ 16]
- Self-Portrait, eau-forte (c. 1918, Cleveland Museum of Art ; National Gallery of Art ; Museum of Modern Art)[œ 17],[œ 18],[œ 19]
- Detail of Facade St. Mary the Virgin, eau-forte (c. 1918, Georgia Museum of Art)[œ 20]
- Dr. Joseph Berry, eau-forte et pointe-sèche (c. 1918, Museum of Modern Art)[œ 21]
- Cabin in Alabama, huile sur toile (c. 1920, Smithsonian American Art Museum)[œ 22]
- Negro Woman at a Fountain, eau-forte (c. 1920, Smithsonian American Art Museum)[œ 23],[17]
- Saturday (also called Saturday in Alabama), eau-forte c. 1920, Smithsonian American Art Museum ; Museum of Modern Art)[œ 24],[œ 25],[18]
- Self-Portrait, huile sur toile (c. 1920, Rhode Island School of Design Museum)[œ 26]
- The Jaehne House, eau-forte (c. 1922, Cleveland Museum of Art)[œ 27],[19]
- Mr. Yeats Drawing the Portrait of a Young Lady, eau-forte (c. 1922, Museum of Modern Art)[œ 28]
- St. Thomas - 5th Avenue, NYC, eau-forte (1923, Georgia Museum of Art)[œ 29]
- Polo (No. 1), eau-forte (c. 1924, Cleveland Museum of Art)[œ 30],[20]
- Rebecca, huile sur toile (1908, Whitney Museum of American Art)[œ 31]
- Cow and Calf, pointe sèche (c. 1928, Cleveland Museum of Art)[œ 32],[21]
- East Tenth Street (Anne at the Window), eau-forte et pointe sèche (c. 1928, Cleveland Museum of Art)[œ 33],[22]
- Head of a Negress, Rachel, sculpture en terre cuite émaillée (c. 1929, Metropolitan Museum of Art)[œ 34]
- Night Series: Dog Baying at the Moon, lithographie (c. 1930, Cleveland Museum of Art)[œ 35],[23]
- Ironing (ou Young Laundress), lithographie (c. 1931, Smithsonian American Art Museum ; Cleveland Museum of Art)[œ 36],[œ 37],[24]
- The Well, lithographie (c. 1931, National Gallery of Art)[œ 38]
- A Window at Night, huile sur toile (c. 1933, Metropolitan Museum of Art)[œ 39]
- Nude Reading (No. 1), lithographie (c. 1933, Smithsonian American Art Museum ; Cleveland Museum of Art)[œ 40],[œ 41],[25]
- Selma (No. 1), lithographie (c. 1933, Cleveland Museum of Art)[œ 42],[26]
- Her Daughter, lithographie (c. 1934, Smithsonian American Art Museum ; Cleveland Museum of Art)[œ 43],[œ 44],[27]
- Street Fiddler (ou The Violin), lithographie (c. 1934, Smithsonian American Art Museum)[œ 45],[28]
- Pool Room, lithographie (c. 1935, Smithsonian American Art Museum ; Cleveland Museum of Art ; Museum of Modern Art)[œ 46],[œ 47],[œ 48],[29]
- The Green Sofa, huile sur toile (c. 1935, Metropolitan Museum of Art)[œ 49]
- Young Woman in White, huile sur toile (c. 1935, Cleveland Museum of Art)[œ 50]
- White Mules on a Bridge, huile sur toile (c. 1935, Metropolitan Museum of Art)[œ 51]
- Horse and Rider, lithographie (c. 1936, Smithsonian American Art Museum)[œ 52],[30]
- Frances Greene Nix, huile sur toile (c. 1935-1940, Johnson Collection, Spartanburg, South Carolina)[œ 1]
- Mending (No. 3), lithographie (c. 1936, Smithsonian American Art Museum)[œ 53],[30]
- Waterhole, lithographie (c. 1936, Smithsonian American Art Museum)[30]
- The Road to Tuskegee, huile sur toile (1937, bureau de poste de Tuskegee (Alabama))[œ 3]
- The Letter Box, huile sur toile (1938, bureau de poste d'Atmore (Alabama))[œ 2]
- Interior, Kitchen, huile sur toite (c. 1944, Seattle Art Museum)[œ 54]

Non datées :
- A Dancer, eau-forte (n. d., Art Institute of Chicago)[œ 55]
- Business Section of Boquehomo, eau-forte (n. d., Smithsonian American Art Museum)[œ 56]
- Calf, eau-forte (n. d., Clevelant Museum of Art)[œ 57]
- Catalpa in Bloom, huile sur toile (n. d., Phillips Collection)[œ 58]
- Grazing, aquarelle et craie noire sur papier (n. d., Metropolitan Museum of Art)[œ 59]
- Het Daughter, huile sur toile (n. d., coll. priv.)[œ 60]
- Mule Cart, pointe-sèche (n. d., Cleveland Museum of Art)[œ 61]
- Showers, huile sur toile (n. d., Georgia Museum of Art)[œ 62]
- Southern Street, aquarelle et graphite sur papier (n. d., Metropolitan Museum of Art)[œ 63]
- Strollers on Sea Island, aquarelle, fusain et mine de plomb sur papier vergé épais (n. d., Georgia Museum of Art)[œ 64]
- Tulips, aquatinte en couleurs (n. d., Cleveland Museum of Art)[œ 65]
- Two Black Crows, lithographie (n. d., Smithsonian American Art Museum ; Cleveland Museum of Art)[œ 66],[œ 67]
- Young Mother, huile sur toile (n. d., Musée d'Art d'Indianapolis[œ 68]

D'autres œuvres sans titre sont conservées au Smithsonian American Art Museum et au Georgia Museum of Art (en).

### Notices d'œuvres
1. 1 2  Voir Frances Greene Nix sur Wikimedia Commons.
2. 1 2  (en) « Voir The Letter Box », sur newdealartregistry.org (consulté le 24 octobre 2024).
3. 1 2  (en) « Voir The Road to Tuskegee », sur newdealartregistry.org (consulté le 24 octobre 2024).
4. ↑  (en) « Œuvre Self-Portrait », sur americanart.si.edu, Smithsonian American Art Museum (consulté le 24 octobre 2024).
5. ↑  (en) « Œuvre 4 Rue de Chevreuse, Paris », sur americanart.si.edu, Whitney Museum of American Art (consulté le 24 octobre 2024).
6. ↑  (en) « Œuvre New Year's Night - Cafe Versaille », sur americanart.si.edu, Smithsonian American Art Museum (consulté le 24 octobre 2024).
7. ↑  (en) « Œuvre At Montmartre », sur clevelandart.org, Cleveland Museum of Art (consulté le 24 octobre 2024).
8. ↑  (en) « Œuvre Knitting », sur nga.gov, National Gallery of Art (consulté le 24 octobre 2024).
9. ↑  (en) « Œuvre Portrait Head », sur metmuseum.org, Metropolitan Museum of Art (consulté le 24 octobre 2024).
10. ↑  (en) « Œuvre Garden Gate, Near Ascain #7 », sur metmuseum.org, Metropolitan Museum of Art (consulté le 24 octobre 2024).
11. ↑  (en) « Œuvre Portrait of a Young Man », sur americanart.si.edu, Smithsonian American Art Museum (consulté le 24 octobre 2024).
12. ↑  (en) « Œuvre New York Harbor », sur clevelandart.org, Cleveland Museum of Art (consulté le 24 octobre 2024).
13. ↑  (en) « Œuvre Major », sur metmuseum.org, Metropolitan Museum of Art (consulté le 24 octobre 2024).
14. ↑  (en) « Œuvre Portrait of Katherine Dreier », sur artgallery.yale.edu, Yale University Art Gallery (consulté le 24 octobre 2024).
15. ↑  (en) « Œuvre Avenue of the Allies (5th Avenue) », sur americanart.si.edu, Smithsonian American Art Museum (consulté le 24 octobre 2024).
16. ↑  (en) « Œuvre Church of St. Mary the Virgin, 46th St. NY », sur georgiamuseum.org, Georgia Museum of Art (en) (consulté le 25 octobre 2024).
17. ↑  (en) « Œuvre Self-Portrait », sur clevelandart.org, Cleveland Museum of Art (consulté le 24 octobre 2024).
18. ↑  (en) « Œuvre Self-Portrait », sur nga.gov, National Gallery of Art (consulté le 24 octobre 2024).
19. ↑  (en) « Œuvre Self-Portrait », sur moma.org, Museum of Modern Art (consulté le 25 octobre 2024).
20. ↑  (en) « Œuvre Detail of Facade St. Mary the Virgin », sur georgiamuseum.org, Georgia Museum of Art (en) (consulté le 25 octobre 2024).
21. ↑  (en) « Œuvre Dr. Joseph Berry », sur moma.org, Museum of Modern Art (consulté le 25 octobre 2024).
22. ↑  (en) « Œuvre Cabin in Alabama », sur americanart.si.edu, Smithsonian American Art Museum (consulté le 24 octobre 2024).
23. ↑  (en) « Œuvre Negro Woman at a Fountain », sur americanart.si.edu, Smithsonian American Art Museum (consulté le 24 octobre 2024).
24. ↑  (en) « Œuvre Self-Portrait », sur americanart.si.edu, Smithsonian American Art Museum (consulté le 24 octobre 2024).
25. ↑  (en) « Œuvre Saturday », sur moma.org, Museum of Modern Art (consulté le 25 octobre 2024).
26. ↑  (en) « Œuvre Self-Portrait », sur risdmuseum.org, Rhode Island School of Design Museum (consulté le 25 octobre 2024).
27. ↑  (en) « Œuvre The Jaehne House, East 10th Street, New York », sur clevelandart.org, Cleveland Museum of Art (consulté le 24 octobre 2024).
28. ↑  (en) « Œuvre Mr. Yeats Drawing the Portrait of a Young Lady », sur moma.org, Museum of Modern Art (consulté le 25 octobre 2024).
29. ↑  (en) « Œuvre St. Thomas - 5th Avenue, NYC », sur georgiamuseum.org, Georgia Museum of Art (en) (consulté le 25 octobre 2024).
30. ↑  (en) « Œuvre Polo - I », sur clevelandart.org, Cleveland Museum of Art (consulté le 24 octobre 2024).
31. ↑  (en) « Œuvre Rebecca », sur americanart.si.edu, Whitney Museum of American Art (consulté le 24 octobre 2024).
32. ↑  (en) « Œuvre Cow and Calf », sur clevelandart.org, Cleveland Museum of Art (consulté le 24 octobre 2024).
33. ↑  (en) « Œuvre East Tenth Street », sur clevelandart.org, Cleveland Museum of Art (consulté le 24 octobre 2024).
34. ↑  (en) « Œuvre Head of a Negress, Rachel », sur metmuseum.org, Metropolitan Museum of Art (consulté le 24 octobre 2024).
35. ↑  (en) « Œuvre Night Series: Dog Baying at the Moon », sur clevelandart.org, Cleveland Museum of Art (consulté le 24 octobre 2024).
36. ↑  (en) « Œuvre Ironing », sur americanart.si.edu, Smithsonian American Art Museum (consulté le 24 octobre 2024).
37. ↑  (en) « Œuvre Ironing », sur clevelandart.org, Cleveland Museum of Art (consulté le 24 octobre 2024).
38. ↑  (en) « Œuvre The Well », sur nga.gov, National Gallery of Art (consulté le 24 octobre 2024).
39. ↑  (en) « Œuvre A Window at Night », sur metmuseum.org, Metropolitan Museum of Art (consulté le 24 octobre 2024).
40. ↑  (en) « Œuvre Nude Reading (No. 1) », sur americanart.si.edu, Smithsonian American Art Museum (consulté le 24 octobre 2024).
41. ↑  (en) « Œuvre Nude Reading (No. 1) », sur clevelandart.org, Cleveland Museum of Art (consulté le 24 octobre 2024).
42. ↑  (en) « Œuvre Selma », sur clevelandart.org, Cleveland Museum of Art (consulté le 24 octobre 2024).
43. ↑  (en) « Œuvre Her Daughter », sur americanart.si.edu, Smithsonian American Art Museum (consulté le 24 octobre 2024).
44. ↑  (en) « Œuvre Her Daughter », sur clevelandart.org, Cleveland Museum of Art (consulté le 24 octobre 2024).
45. ↑  (en) « Œuvre Street Fiddler », sur americanart.si.edu, Smithsonian American Art Museum (consulté le 24 octobre 2024).
46. ↑  (en) « Œuvre Pool Room », sur americanart.si.edu, Smithsonian American Art Museum (consulté le 24 octobre 2024).
47. ↑  (en) « Œuvre Pool Room », sur clevelandart.org, Cleveland Museum of Art (consulté le 24 octobre 2024).
48. ↑  (en) « Œuvre Pool Room », sur moma.org, Museum of Modern Art (consulté le 25 octobre 2024).
49. ↑  (en) « Œuvre The Green Sofa », sur metmuseum.org, Metropolitan Museum of Art (consulté le 24 octobre 2024).
50. ↑  (en) « Œuvre Young Woman in White », sur clevelandart.org, Cleveland Museum of Art (consulté le 24 octobre 2024).
51. ↑  (en) « Œuvre White Mules on a Bridge », sur metmuseum.org, Metropolitan Museum of Art (consulté le 24 octobre 2024).
52. ↑  (en) « Œuvre Horse and Rider », sur americanart.si.edu, Smithsonian American Art Museum (consulté le 24 octobre 2024).
53. ↑  (en) « Œuvre Mending (No. 3) », sur americanart.si.edu, Smithsonian American Art Museum (consulté le 24 octobre 2024).
54. ↑  (en) « Œuvre Interior, Kitchen », sur seattleartmuseum.org, Seattle Art Museum (consulté le 25 octobre 2024).
55. ↑  (en) « Œuvre A Dancer », sur artic.edu, Art Institute of Chicago (consulté le 24 octobre 2024).
56. ↑  (en) « Œuvre Business Section of Boquehomo », sur americanart.si.edu, Smithsonian American Art Museum (consulté le 24 octobre 2024).
57. ↑  (en) « Œuvre Calf », sur clevelandart.org, Cleveland Museum of Art (consulté le 24 octobre 2024).
58. ↑  (en) « Œuvre Catalpa in Bloom », sur phillipscollection.org, Phillips Collection (consulté le 24 octobre 2024).
59. ↑  (en) « Œuvre Grazing », sur metmuseum.org, Metropolitan Museum of Art (consulté le 24 octobre 2024).
60. ↑  (en) « Œuvre Her Daughter », sur sothebys.com, Sotheby's (consulté le 25 octobre 2024).
61. ↑  (en) « Œuvre Mule Cart », sur clevelandart.org, Cleveland Museum of Art (consulté le 24 octobre 2024).
62. ↑  (en) « Œuvre Showers », sur georgiamuseum.org, Georgia Museum of Art (en) (consulté le 25 octobre 2024).
63. ↑  (en) « Œuvre Southern Street », sur metmuseum.org, Metropolitan Museum of Art (consulté le 24 octobre 2024).
64. ↑  (en) « Œuvre Strollers on Sea Island », sur georgiamuseum.org, Georgia Museum of Art (en) (consulté le 25 octobre 2024).
65. ↑  (en) « Œuvre Tulips », sur clevelandart.org, Cleveland Museum of Art (consulté le 24 octobre 2024).
66. ↑  (en) « Œuvre Two Black Crows », sur americanart.si.edu, Smithsonian American Art Museum (consulté le 24 octobre 2024).
67. ↑  (en) « Œuvre Two Black Crows », sur clevelandart.org, Cleveland Museum of Art (consulté le 24 octobre 2024).
68. ↑  (en) « Œuvre Young Mother », sur collections.discovernewfields.org, Musée d'Art d'Indianapolis (consulté le 24 octobre 2024).
69. ↑  (en) « Œuvre Untitled (Street Scene) », sur georgiamuseum.org, Georgia Museum of Art (en) (consulté le 25 octobre 2024).